# Důl
Důl (deutsch Doll) ist eine Gemeinde mit 57 Einwohnern in Tschechien. Sie befindet sich drei Kilometer südöstlich der Stadt Pacov und gehört dem Okres Pelhřimov an.

## Geographie
Das Dorf liegt am Osthang des Hügels Ve vrších (589 m) zum Tal des Novodvorský potok in steiler Hanglage bei 520 m ü. M. Anderthalb Kilometer nördlich an der Einmündung des Novodvorský potok in den Kejrovský potok befindet sich der Ortsteil Nová Ves.

## Geschichte
Die erste urkundliche Erwähnung des Ortes stammt aus dem Jahre 1542. Bedeutendstes Bauwerk ist die Kapelle des Hl. Johannes von Nepomuk.

## Gemeindegliederung
Die Gemeinde Důl besteht aus den Ortsteilen Důl und Nová Ves (Neudorf).